# Карабановщина
Караба́новщина — деревня в Монастырщинском районе Смоленской области России.
Входит в состав Новомихайловского сельского поселения. Население — 45 жителей (2007 год).

## География
Расположена в западной части области в 12 км к западу от Монастырщины, в 51 км западнее автодороги А141 Орёл — Витебск. В 53 км восточнее деревни расположена железнодорожная станция Энгельгардтовская на линии Смоленск — Рославль.

## История
В годы Великой Отечественной войны деревня была оккупирована гитлеровскими войсками в июле 1941 года, освобождена от них в сентябре 1943 года.